# Feliks Brzozowski
Feliks Brzozowski (ur. 1836 w Warszawie, zm. 1892 tamże) – polski artysta malarz, rysownik oraz ilustrator.

## Życiorys
Uczył się w warszawskiej Szkole Sztuk Pięknych pod kierunkiem Chrystiana Breslauera w latach 1852-1859. Tworzył głównie drobiazgowo malowane krajobrazy, zwłaszcza motywów leśnych. W podróżach po Polsce powstawały pejzaże z okolic Ojcowa, z Tatr oraz widoki zamków. Wyjazdy za granicę (Alpy, Krym) nie odznaczyły się w jego twórczości.
Swoje prace wysyłał do krakowskiego Towarzystwa Przyjaciół Sztuk Pięknych, w Warszawie wystawiał je w Salonie Krywulta oraz w Towarzystwie Zachęty Sztuk Pięknych od jego powstania. Od 1865 zamieszczał ilustracje w warszawskich czasopismach (Tygodnik Ilustrowany, Biesiada Literacka, Kłosy).

## Galeria

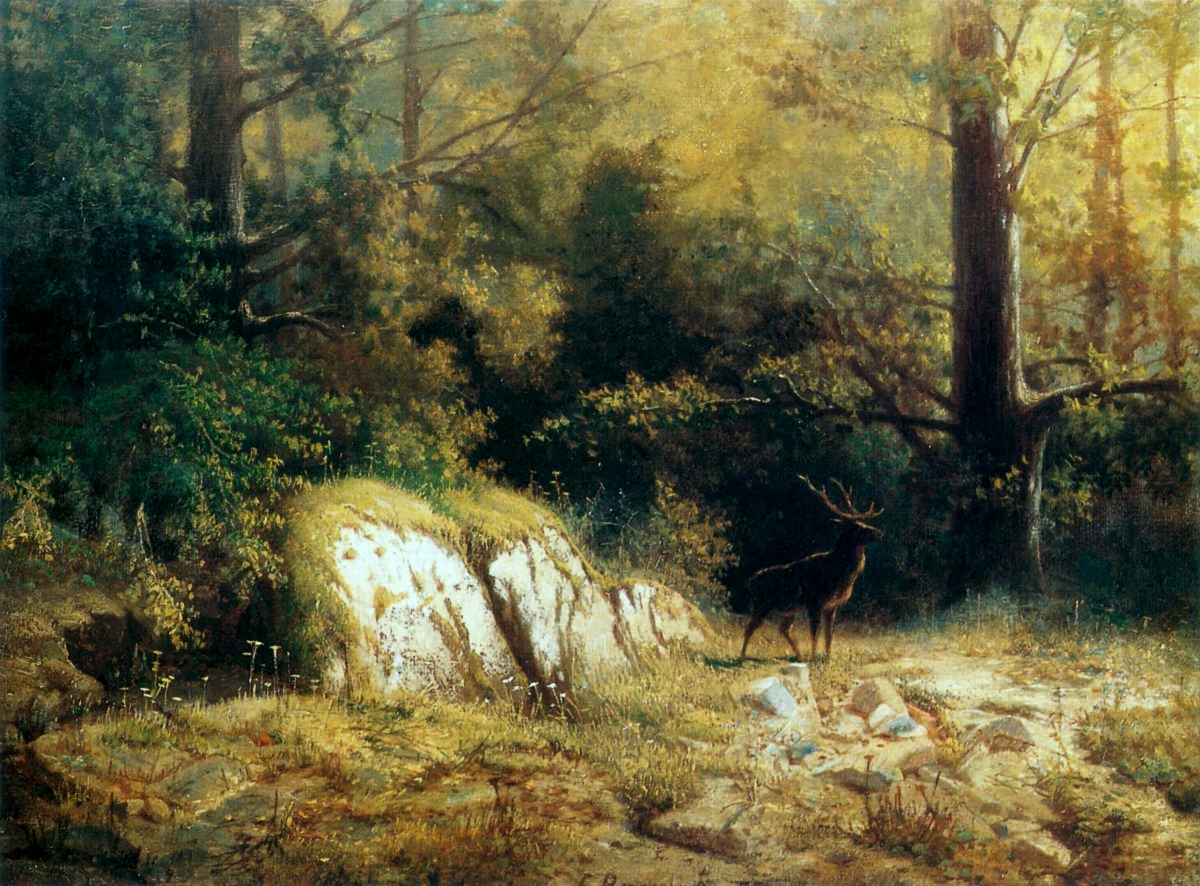
Krajobraz leśny z jeleniem, olej na płótnie, 1875
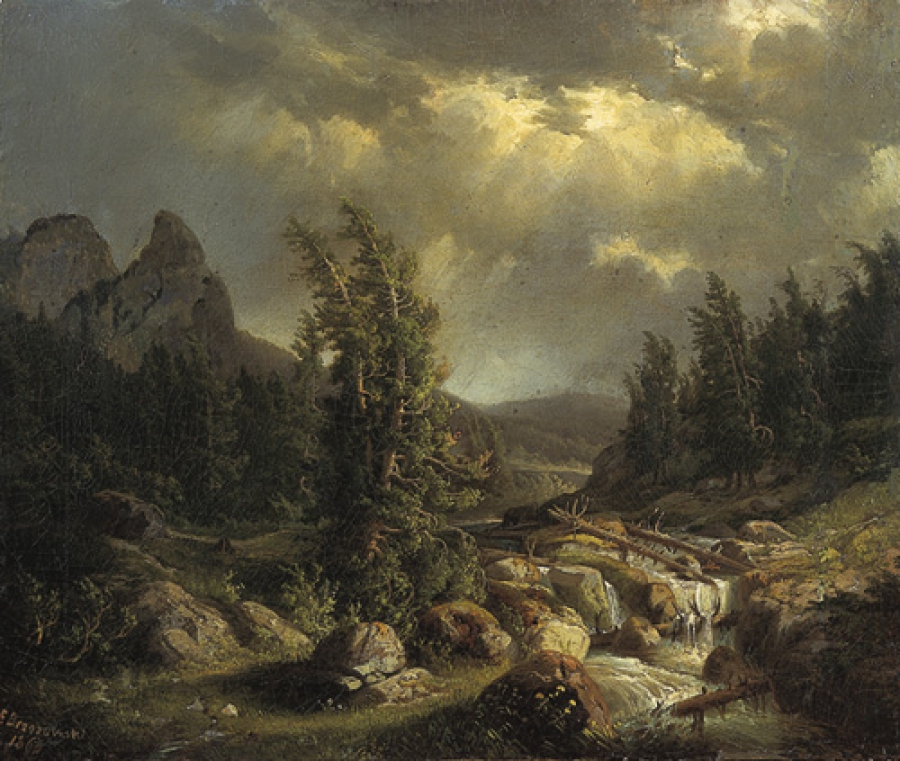
Burza w górach, olej na płótnie, 1866
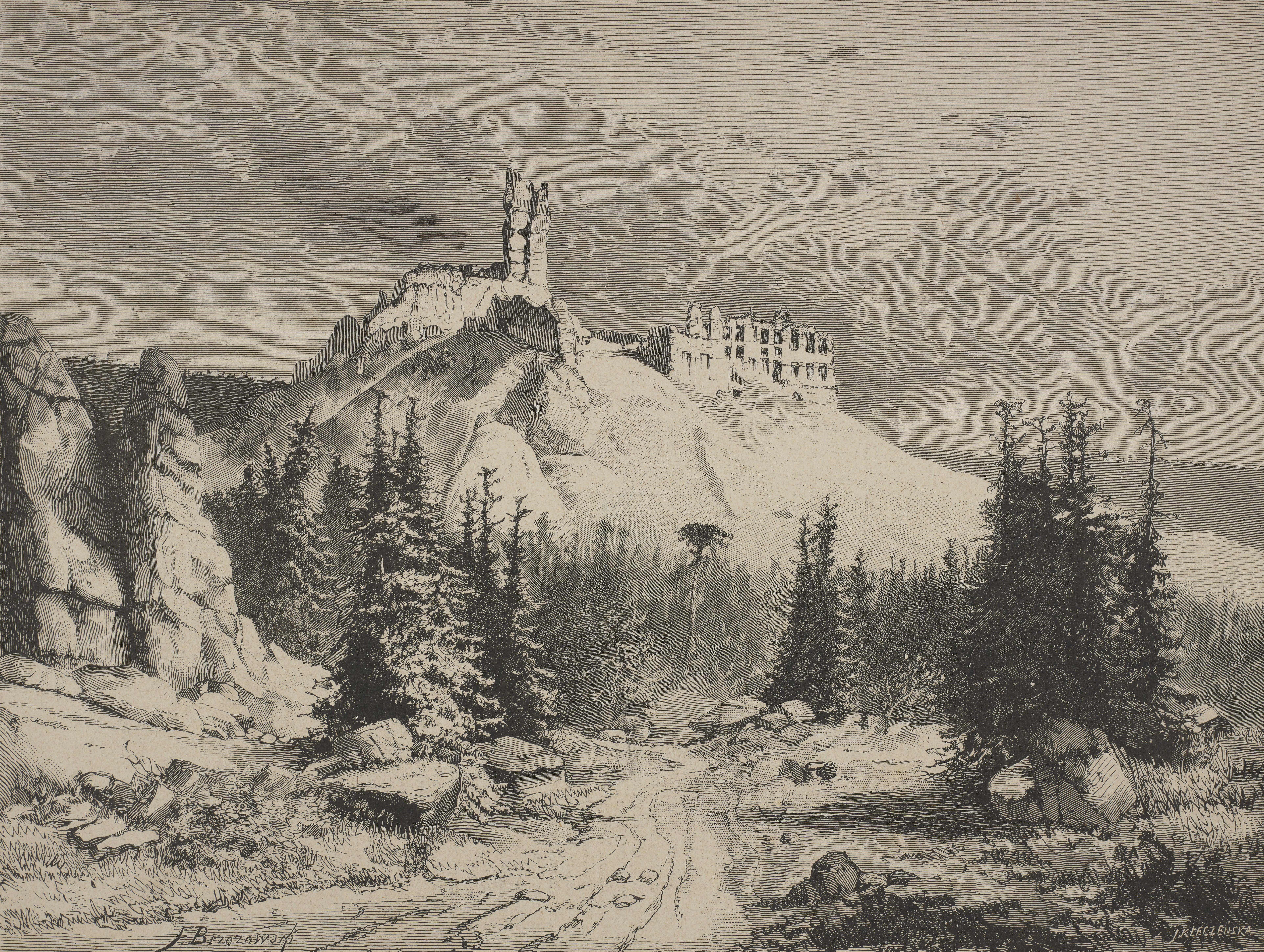
Zwaliska zamku w Rabsztynie, drzeworyt wg rys. Feliksa Brzozowskiego, 1879
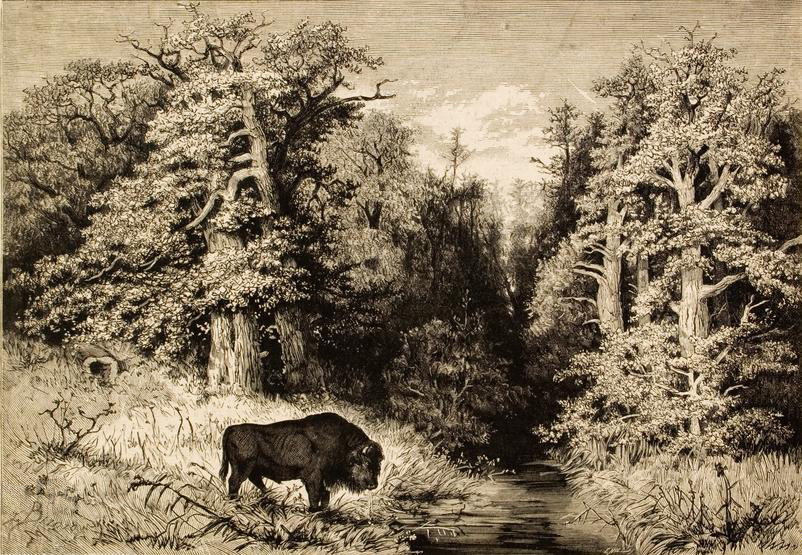
Żubr w Puszczy Białowieskiej, drzeworyt wg rys. Feliksa Brzozowskiego, 1881